# 查理卡
查理卡（英語：CharlieCard）是麻薩諸塞灣交通局為首的交通機構所使用的支付方式，是一張以MIFARE技術為基礎非接觸式智能卡，可供乘客加值和扣費，於2006年12月4日起啟用。在这之前，乘坐地铁需要使用金屬代幣，2006年12月6日随着最後一枚金屬代幣於在政府中心站售出，地铁系统正式取消了金属代币的使用。查理卡之名來自民謠《MTA》（MTA上的查理）的虛構人物查理，歌曲中的他因為無法支付5仙車費而被永遠被困在波士頓地鐵裡。傳統的查理卡收費系統將來會由與倫敦蠔卡相似的AFC 2.0系統取代，該系統將容許以非接觸式智能卡、手機支付以及新的查理卡支付。

## 变种

### 查理票
自动检票机不仅可以使用查理卡，也可以使用查理票（英語：CharlieTicket）。查理票是一种印有磁条的纸质车票，既可用作一次性车票使用，也可以作为储值卡使用，还有日卡、周卡和月卡形式。查理票最初于2005年2月以储值票的形式应用在快捷公交银线，后来推广至所有线路。
乘客使用查理票时，需要将票插入检票口门前的插槽内，机器收取车费后，将卡内剩余余额显示在屏幕上，并打印新的票。即便票内没有余额，机器也会将票还给乘客。

### 自行车查理卡
2008年9月18日，灰西鲱站的停车场边安装了两个可供150辆自行车停放的自行车笼。从此以后，很多马萨诸塞湾交通局车站都新增了这一设施，为乘客提供安全的自行车停放处。之前，乘客需要一个免费的自行车查理卡来存放自行车，但自2013年春季以后，乘客使用普通的查理卡便免费可存取自行车。

## 购买选择
马萨诸塞湾交通局的自动售票机上，乘客可以为查理卡储值、购买查理票、将旧的或多张查理票交换或合并成新的查理票。所有的自动售票机都可以使用储蓄卡或者信用卡，大部分售票机可以使用现金或者硬币。公交车和轻轨上的检票机可以使用查理卡、查理票、纸币（最多20美金）和硬币。乘客在车上的检票机上使用现金时，可以收到存有找回零钱的查理票。
马萨诸塞湾交通局鼓励通勤乘客使用查理卡，并自2007年1月1日起为查理卡用户提供额外的折扣。例如，使用现金或者查理票乘坐地铁或者轻轨需要$2.65，使用查理卡仅需要$2.40。乘坐市内公交时，查理卡用户可以获得$0.50折扣($1.60 vs $2.10)，长途公交根据不同线路，给与$1或$1.50的折扣，并且有计划为通勤铁路和港口渡轮也增加折扣。查理卡可以通过售票窗口、部分车站、当地部分零售商或者网站免费获得。
除此以外，马萨诸塞湾交通局还为老年人和残疾人提供特殊查理卡，命名为“老年通勤证”（英語：Senior/TAP）。初中和高中生可以获得打折的查理卡。
大部分马萨诸塞湾交通局的车辆和车站在2006年升级兼容查理卡，2006年12月22日，最后一座车站菲尔兹角站完成兼容改造。
所有地下车站都设有自动售票机，除此以外，爱德华·劳伦斯·洛根将军国际机场航站楼的提领处、芬威球場和波士顿轻轨绿线D支线所有车站也都设有售票机。绿线部分车站设有余额查询机器，可以用来查询查理卡中还有多少余额。 
马萨诸塞湾交通局目前没有计划为银线地面车站增加自动售票机，而是选择在繁忙地区设置查理卡售卡处，比如部分绿线、银线车站附近和芬威球場。由于银线在机场所有航站楼安装售票机前就宣布免费，因此不再计划为航站楼新增更多自动售票机。